# Sasovac
Sasovac – wieś w Chorwacji, w żupanii bielowarsko-bilogorskiej, w gminie Nova Rača. W 2011 roku liczyła 228 mieszkańców.